# Timbaraba dispar
Timbaraba dispar är en skalbaggsart som beskrevs av Monné M. L. och Dilma Solange Napp 2005. Timbaraba dispar ingår i släktet Timbaraba och familjen långhorningar.
Artens utbredningsområde är Venezuela. Inga underarter finns listade i Catalogue of Life.